# Diphucephalini
Diphucephalini is een tribus uit de familie van bladsprietkevers (Scarabaeidae). 